# Matheus Leoni
Matheus Izidorio Leoni (ur. 20 września 1991 w Porto Velho) – brazylijski piłkarz pochodzenia włoskiego występujący na pozycji lewego obrońcy lub lewego pomocnika, od 2024 roku zawodnik węgierskiego Nyíregyháza Spartacus.